# His Eye is on the Sparrow
His Eye is on the Sparrow («Los ojos están en el gorrión" y "Como Podré Estar Triste») es una tradicional canción góspel espiritual. Aunque es hoy en día una canción típica de los servicios de oración de los afroamericanos, la canción fue originalmente escrita en 1905 ‘por dos personas blancas, Civilla D. Martin y el compositor Charles H. Gabriel. La canción esta fuertemente asociada con la actriz y cantante Ethel Waters.
La canción, ahora en el dominio público, ha sido interpretada por una extensa gama de cantantes góspel, como te otros estilos, entre ellos encontramos versiones de Shirley Caesar, Marvin Gaye (de In Loving Memory), Kirk Franklin & the Family, Lauryn Hill y Tanya Blount (de Cambio de hábito 2), Mahalia Jackson, Sister Rosetta Tharpe, Dottie West, Barbara Mandrell , Ha*Ash y Jessica Simpson la interpretó en su álbum de 2001 Irresistible.
Whitney Houston grabó una nueva versión para la película "Sparkle" que fue rodada en Detroit en octubre y noviembre de 2011.

## Inspiración de la canción
El tema de la canción está inspirado en las palabras de Jesús del Evangelio de San Mateo:
Capítulo 6:26

26 Mirad las aves del cielo: no siembran, ni cosechan, ni recogen en graneros; y vuestro Padre celestial las alimenta. ¿No valéis vosotros más que ellas?.
Capítulo 10:29-31.

29  ¿No se venden dos pajarillos por un as? Pues bien, ni uno de ellos caerá en tierra sin el consentimiento de vuestro Padre.

30 En cuanto a vosotros, hasta los cabellos de vuestra cabeza están todos contados.

31  No temáis, pues; vosotros valéis más que muchos pajarillos.

## Letra
Aunque la canción ha sido interpretada por varios artistas, la siguiente versión es la que se encuentra en el dominio público y es considerada como "tradicional"

Por qué me debería sentir sin valor, por que las sombras deberían venir, 

Por qué mi corazón debería sentirse solo, y lejos del cielo y de la casa, 

Cuando Jesús es mi porción? Él es mi amigo constante: 

Sus ojos están en el gorrión, y sé que Él vela por mi; 

Sus ojos están en el gorrión, y sé que Él vela por. 

(primer verso alternativo)

Por qué me debería sentir sin valor, por qué las sombras deberían caer 

Por qué mi corazón debería estar aproblemado, Cuando todo menos la esperanza se va? 

Cuando Jesús es mi fortaleza. Él les mi amigo constante. 

Sus ojos están en el gorrión, y sé que Él vela por mi; 

Sus ojos están en el gorrión, y sé que Él vela por. 

(Primer verso alternativo 2)

¿Cómo podré estar triste?

¿Cómo entre sombras ir?

¿Cómo sentirme solo y en el dolor vivir?

Si Cristo es mi consuelo, mi amigo siempre fiel,

Si aún las aves tienen seguro asilo en Él.

Si aún las aves tienen seguro asilo en Él.

Refrán 

Yo canto porque estoy feliz, 

Yo canto porque soy libre, 

Porque sus ojos están en el gorrión, 

Y yo sé que él vela por mi. 

Refrán (Alternativo) 

Feliz cantando alegre,

yo vivo siempre aquí.

Si Él cuida de las aves,

cuidará también de mi.

“No dejes que tu corazón se confunda,” Escucho Su palabra tranquilizante, 

Y descansando en Su bondad, pierdo mis dudas y temores; 

A través del camino que Él me guía, por un paso puedo ver; 

Sus ojos están en el gorrión, y sé que Él vela por mi; 

Sus ojos están en el gorrión, y sé que Él vela por mi. 

(Segundo verso alternativo)

"Nunca te desalientes" oigo al Señor decir,

Y en su palabra fiado hago al dolor huir.

A Cristo paso a paso yo sigo sin cesar 

y todas sus bondades Me da sin limitar. 

y todas sus bondades Me da sin limitar. 

Refrán 

Cuando quiera que me tienten, cuando quiera que las nubes aparezcan, 

Cuando las canciones dan lugar a los suspiros, cuando la esperanza muere dentro de mi, 

Me acerco más a Él, por cariño Él me libera; 

Sus ojos están en el gorrión, y sé que Él vela por mi; 

Sus ojos están en el gorrión, y sé que Él vela por. 

(Tercer verso alternativo)

Siempre que soy tentado, o que en prueba estoy 

Más cerca de Él camino y protegido voy 

Si en mi la fe desmaya y caigo en ansiedad

Tan sólo Él me levanta, me da seguridad.

Tan sólo Él me levanta, me da seguridad.

Refrán 